# معاداة البروتستانتية
معاداة البروتستانتية هي التحيّز أو الكراهية أو انعدام الثقة تجاه بعض أو جميع مذاهب وفرق البروتستانتية ومعتنقيها.
يعود تاريخ معاداة البروتستانت إلى ما قبل الإصلاح البروتستانتي نفسه، إذ تعرّضت حينها مجموعات مختلفة من البروتستانتية، مثل الأرنولديين والولدينيسيين والهوسيين واللولارديين، للاضطهاد في أوروبا الرومانية الكاثوليكية. لم تُوطّد أواصر التسامح مع البروتستانت في معظم أنحاء أوروبا إلى حين إقرار صلح أوغسبورغ عام 1555 للوثرية كبديلٍ للرومانية الكاثوليكية كدين دولة لمختلف الدول داخل الإمبراطورية الرومانية المقدّسة للأمّة الألمانية. لم يجرِ الاعتراف بالكالفينية حتى توقيع صلح ويستفاليا عام 1648. عقدت دول أخرى، مثل فرنسا، اتفاقياتٍ مماثلة في المراحل الأولى من الإصلاح. كان للكومنولث البولندي الليتواني تاريخٌ طويل من التسامح الديني. ومع ذلك، فإن حرب الثلاثين عامًا في ألمانيا، واضطهاد الهوغونوتيين وحروب فرنسا الدينية، وتداول السلطة بين الحكام البروتستانت والرومان الكاثوليك في إنجلترا بعد وفاة هنري الثامن ملك إنجلترا، وإطلاق الإصلاح المضاد في إيطاليا وإسبانيا وهابسبورغ النمساوية والكومنولث البولندي الليتواني قد وضع حدًا للتسامح. ثارت التجديدية العمادية كجزءٍ من الإصلاح الراديكالي، تفتقر إلى دعم الدولة اللوثرية والكالفينية الذي تمتعت به، وبالتالي اضطُهِدت. أدّى الخلاف اللاهوتي في البداية إلى تنافس الإصلاح اللوثري في الإصلاح.
عانى البروتستانت في أمريكا اللاتينية إلى حدٍّ كبير من النبذ إلى أن جرى إلغاء بعض القيود في القرن العشرين. انتشرت البروتستانتية مع اكتساب الإنجيلية والخمسينية أغلبية المعتنقين. أصبحت أمريكا الشمالية ملاذًا للبروتستانت الذين فرّوا من أوروبا بعدما اشتد عليهم الاضطهاد.
يمكن وضع اضطهاد البروتستانت في آسيا تحت مظلّةٍ مشتركة للاضطهاد الذي يواجهه المسيحيون في الشرق الأوسط وشمال أفريقيا، حيث الإسلام هو الدين السائد.

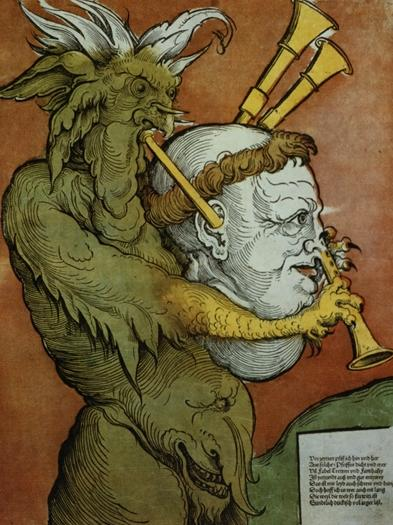
تصوير للوثر كمزمار قربة الشيطان (حوالي عام 1535).

## تاريخها
نشأت معاداة البروتستانتية كردّ فعلٍ للمجتمعات المتشدّدة المرتبطة بالكنيسة الرومانية الكاثوليكية، مما أثار جزعًا من انتشار البروتستانتية بعد الإصلاح البروتستانتي في القرن السادس عشر. حدث إعلان مارتن لوثر عام 1517. بحلول عام 1540، كان البابا بولس الثالث قد أقرّ أول رهبنة تتعهّد بسحق البروتستانتية. وأُعلن بطلان البروتستانتية المسيحية باعتبارها بدعة، وعُزل أولئك الذين يدعمون هذه المذاهب باعتبارهم زنادقة. وهكذا، بموجب القانون الكنسي وممارسات وسياسات الإمبراطورية الرومانية المقدّسة في ذلك الوقت، تعرّض البروتستانت للاضطهاد في تلك المناطق، مثل إسبانيا وإيطاليا وهولندا، حيث كان للحكام الكاثوليك آنذاك السلطة المهيمنة. بدأ هذه الحركة البابا الحاكم والعديد من الحكّام السياسيين الذين لديهم مصلحة سياسية أكثر في الجدل، خصوصًا الجدل الديني. وضع هؤلاء الأمراء سياسات كجزء من محاكم التفتيش الإسبانية، وقد أساءت انتهاكات تلك الحملة الصليبية في الأصل لأسباب أخرى مثل حروب الاسترداد، وارتداد الموريسكيين، مما أدّى في النهاية إلى الإصلاح المضاد وفرض مراسيم مجمع ترينت. لذلك، فإن التداعيات السياسية لمختلف الحكام الأوروبيين الذين يدعمون الرومانية الكاثوليكية لأسبابهم السياسية الخاصة على حساب الجماعات البروتستانتية الجديدة، والتي وُصفت لاحقًا بالمهرطقة عقب رفض أتباع هذه المذاهب لمراسيم مجمع ترينت، أدّت إلى اندلاع الحروب الدينية في أوروبا وتفشّي العنف الطائفي.
كان لدى الأرثوذكسية الشرقية اتصالٌ قليل نسبيًا بالبروتستانتية لأسباب جغرافية ولغوية وتاريخية. أثبتت المحاولات البروتستانتية للتحالف مع الأرثوذكسية الشرقية صعوبة بالغة. في العموم، كان لدى معظم الأرثوذكس انطباعٌ بأن البروتستانتية كانت بدعةً جديدة نشأت من عدة هرطقاتٍ سابقة.[بحاجة لمصدر]
في عام 1771، نشر الأسقف تشارلز وولميسلي عمله بعنوان «التاريخ العام للكنيسة المسيحية منذ نشأتها إلى ولاياتها المنتصرة الأخيرة في الجنّة مستنبطة بصورة رئيسية من سفر الرؤيا للقديس يوحنا الرسول»، تحت الاسم المستعار سينيور باستوريني. تنبّأ الكتاب بأفول البروتستانتية بحلول عام 1825 ونُشِر منه 15 طبعة على الأقل وتُرجِم إلى عدّة لغات.
مع مجيء القرن التاسع عشر وما عقِبه، اعتقد بعض المفكرين الأرثوذكس الشرقيين مثل بردياييف وسيرافيم روز وجون رومانيديز أن شمال أوروبا أصبحت علمانية أو ملحدة تقريبًا بسبب كونها بروتستانتية في وقتٍ سابق. في الحقبات الأخيرة، نمت مناهضة الأرثوذكس للبروتستانتية بسبب التبشير والوعظ البروتستانتي العدواني في البلدان ذات الأغلبية الأرثوذكسية.

### الإصلاح البروتستانتي

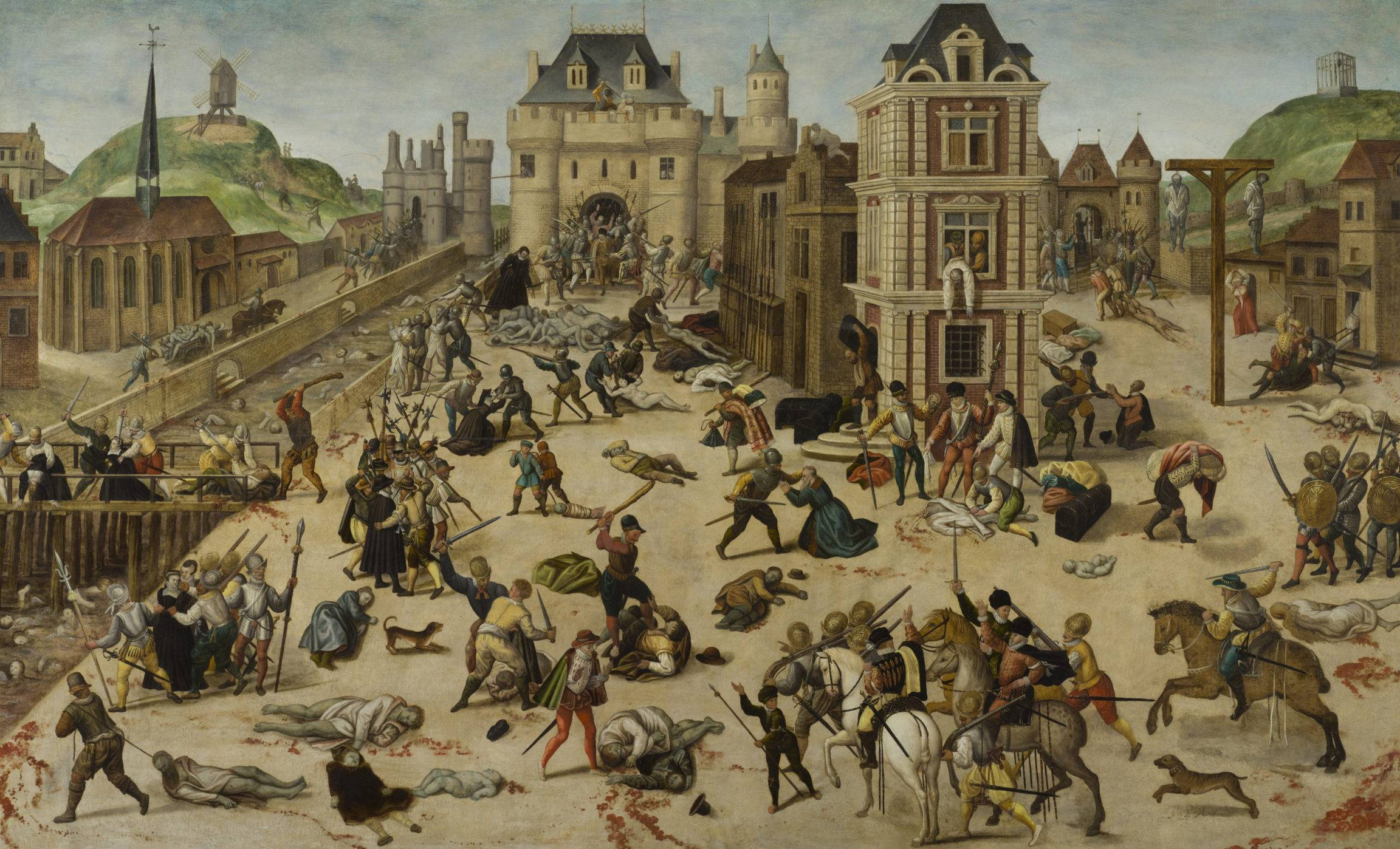
مذبحة سان بارتيليمي

أدّى الإصلاح البروتستانتي إلى فترةٍ طويلة من الحرب والعنف الطائفي بين الفصائل الكاثوليكية والبروتستانتية، مما سبّب في بعض الأحيان وقوع مذابح وقمع الفصيل المهيمن للآراء المغايرة في معظم أنحاء أوروبا.
تولّدت معاداة البروتستانتية كردّ فعلٍ للكنيسة الكاثوليكية ضد إصلاح القرن السادس عشر. أُدين البروتستانت بالزندقة ويجب أن يخضعوا للاضطهاد في تلك المناطق، مثل إسبانيا وإيطاليا وهولندا حيث كان للكاثوليك فيها السلطة المهيمنة. نظّم هذه الحركة الباباوات والأمراء باسم الإصلاح المضاد. كانت هناك حروب دينية وانفجارات للكراهية الطائفية مثل مذبحة سان بارتيليمي عام 1572، التي كانت جزءًا من حروب فرنسا الدينية في بعض البلدان، رغم أنها لم تندلع في بلدان أخرى.

### إيطاليا الفاشية
في عام 1870 ضمّت مملكة إيطاليا التي كانت قد تأسّست حديثًا الدولة البابوية المتبقية، وحرمت البابا من السلطة الدنيوية للكرسي الرسولي. ومع ذلك، أعاد النظام الفاشي الإيطالي (وإن كان ذلك على نطاق ضيقٍ للغاية) فرض الحكم البابوي على إيطاليا في وقتٍ لاحق في عام 1929 كرئيس لدولة مدينة الفاتيكان؛ في ظلّ ديكتاتورية موسوليني، أصبحت الكاثوليكية دين الدولة لإيطاليا الفاشية.
في عام 1938، أصدر النظام الفاشي القوانين العنصرية الإيطالية وميثاق العرق بهدف حظر واضطهاد اليهود والبروتستانت الإيطاليين، وخاصة الإنجيليين والخمسينيين. قُتل الآلاف من اليهود الإيطاليين وعددٌ قليل من البروتستانت في معسكرات الاعتقال النازية.

### إسبانيا الفرانكوية
خلال عهد نظام فرانكو الاستبدادي في إسبانيا (1936-1975)، جرى تهميش البروتستانتية واضطهادها عمدًا. خلال الحرب الأهلية، اضطهد نظام فرانكو 30 ألف بروتستانتي في البلاد، وأجبر العديد من القساوسة البروتستانت على مغادرة البلاد. وعندما استطاع الحكم السلطوي بسط سيطرته، صادرت الشرطة الأناجيل غير الكاثوليكية وأغلقت المدارس البروتستانتية. على الرغم من أن شرعة الحقوق الإسبانية لعام 1945 كانت تنصّ على حرية العبادة الخاصة، إلا أن البروتستانت عانوا من التمييز القانوني ولم يُسمح بغير الشعائر الدينية الكاثوليكية علنًا، لدرجة أنه لم يكن ممكنًا للبروتستانت أن يتواجدوا في المباني التي تحمل علامات خارجية تشير إلى مكان للعبادة ولدرجة أن الأنشطة العامة كانت محظورة.

## العداء لعموم البروتستانتية
من بين المسيحيين المحافظين اللاهوتيين (بما في ذلك الكاثوليك والمسيحيين الأرثوذكس، وكذلك الإنجيليين والأصوليين البروتستانت)، غالبًا ما توصف الطوائف البروتستانتية الرئيسية بأنها ليبرالية من الناحية اللاهوتية لدرجة أنها لم تعد تتوافق مع الكتاب المقدس أو التقاليد المسيحية التاريخية. غالبًا ما ترتبط هذه التصوّرات بأحداث تحظى بدعاية على نحو واسع، مثل قرار تأييد زواج المثليين الذي أقرّته كنيسة المسيح المتحدة. في حين أن الليبرالية اللاهوتية موجودة بوضوح في معظم الطوائف الرئيسية، تُظهر الاستطلاعات أن العديد من الطوائف الرئيسية يعتبرون أنفسهم معتدلين أو محافظين ويعتنقون آراء لاهوتية مسيحية تقليدية.